# Селезньов Владислав Дмитрович
Владисла́в Дми́трович Селезньо́в (7 жовтня 1973, Казахська РСР, СРСР) — український військовий журналіст. Полковник Збройних сил України.

## Біографія
Народився 7 жовтня 1973 року в Казахстані. У 1995 році закінчив Симферопільське вище військово-політичне будівельне училище.
До російської окупації Криму працював начальником Кримського медіа-центру Міністерства оборони України. Згодом залишився вірним українській присязі та переїхав до Києва. З початком АТО призначений керівником прес-центру оперативного штабу Антитерористичної операції на сході України (2014).
З листопада 2014 року до 2016 року — начальник прес-служби Генерального штабу Збройних Сил України.
Наприкінці 2017 року звільнився зі Збройних сил України після закінчення контракту.
Поет, співавтор збірок віршів «Дебют» (2013), «Наснилися мені квітучі ружі» (2017) та альманаху кримської україномовної літератури «Гроно» (2018).
Селезньов часто виступає як військовий експерт в різних медіа, аналізуючи ситуацію на фронті та надаючи коментарі щодо військово-політичної ситуації в Україні, зокрема події на фронті, питання мобілізації та реформування ЗСУ.